# Човґан (Коміджан)
Човґан (перс. چوگان) — село в Ірані, у дегестані Хенеджін, в Центральному бахші, шахрестані Коміджан остану Марказі. За даними перепису 2006 року, його населення становило 114 осіб, що проживали у складі 27 сімей.

## Клімат
Середня річна температура становить 12,31 °C, середня максимальна — 31,42 °C, а середня мінімальна — -10,35 °C. Середня річна кількість опадів — 268 мм.
| Клімат поселення                              | Клімат поселення | Клімат поселення | Клімат поселення | Клімат поселення | Клімат поселення | Клімат поселення | Клімат поселення | Клімат поселення | Клімат поселення | Клімат поселення | Клімат поселення | Клімат поселення | Клімат поселення |
| Показник                                      | Січ.             | Лют.             | Бер.             | Квіт.            | Трав.            | Черв.            | Лип.             | Серп.            | Вер.             | Жовт.            | Лист.            | Груд.            |                  |
| Середній максимум, °C                         | 7,17             | 9,08             | 14,15            | 20,40            | 24,90            | 30,68            | 31,42            | 30,37            | 26,13            | 20,55            | 13,51            | 7,73             |                  |
| Середня температура, °C                       | −1,58            | 0,32             | 5,40             | 11,64            | 16,13            | 21,91            | 25,47            | 24,40            | 20,16            | 14,58            | 7,54             | 1,75             |                  |
| Середній мінімум, °C                          | −10,35           | −8,44            | −3,36            | 2,88             | 7,38             | 13,16            | 19,49            | 18,42            | 14,20            | 8,61             | 1,57             | −4,22            |                  |
| Норма опадів, мм                              | 38               | 35               | 47               | 38               | 32               | 5                | 1                | 1                | 0                | 11               | 23               | 37               |                  |
| Середньомісячна швидкість вітру, м/с          | 1.82             | 2.13             | 2.76             | 3.16             | 2.71             | 2.55             | 2.73             | 2.47             | 2.28             | 2.19             | 1.88             | 1.43             |                  |
| Середньомісячна сонячна радіація, кДж/м²·день | 8775             | 11881            | 14515            | 17991            | 22091            | 26708            | 26038            | 23860            | 20506            | 14941            | 10712            | 8702             |                  |
| --------------------------------------------- | ---------------- | ---------------- | ---------------- | ---------------- | ---------------- | ---------------- | ---------------- | ---------------- | ---------------- | ---------------- | ---------------- | ---------------- | ---------------- |
| Джерело:                                      |                  |                  |                  |                  |                  |                  |                  |                  |                  |                  |                  |                  |                  |